# Human Energy
Human Energy – pierwszy album zespołu Będzie Dobrze wydany przez Złota Skała w 1994. Reedycja albumu na CD (opatrzona tytułem Human NRG) wydana przez wytwórnię W Moich Oczach w 2004 uzupełniona została trzema dodatkowymi utworami.

## Lista utworów

### wydanie 1994
1. "Reggaelighting Dub" – 3:10
2. "You Get to Know" – 2:21
3. "Youth Is My Right" – 4:24
4. "Livin Up" – 3:32
5. "The Light of the Spirit" – 4:49
6. "Street Vibrations" (full version) – 5:27
7. "Ex-odus" – 4:54
8. "Your Real Father" – 5:24
9. "Distance Is Anything" – 4:25
10. "Jah Power" – 3:49
11. "Marihuana" – 3:58
12. "Robidub" – 1:36

### wydanie 2003
1. "Dub of Dubs" – 4:42
2. "Elephant Dub" – 4:36
3. "Kraina ciepłych lodów Dub" – 4:04

- Utwory 1-12 studio "Złota Skała" (1993)
- Utwory 13-15 studio "Nowe Jerusalem" (1996-2001)

## Skład
- Maciej "inż. Richter" Flank – śpiew, gitara
- Małgorzata "Tekla" Tekiel – gitara basowa
- Sławomir "Bodek" Lenczewski – perkusja

gościnnie
- Zbigniew "Zdenek Buczek" Kukiełka – waltornia
- Piotr "Pepa" Gawryjołek – gitara
- Wojciech Niezgoda – instr. klawiszowe
- Remigiusz Białas – konga
- Robert "Robi Goldrocker" Brylewski – Korg monopoly
- Andrzej Mazur – saksofon

### realizacja
- Jarosław "Smok" Smak – zgrywanie śladów (1-12)
- Robert "Robi Goldrocker" Brylewski – miksowanie (1-12)
- Maciej "inż. Richter" Flank – miksowanie i dub (13-15)